# Менструальный отпуск
Менструальный отпуск (менструальный отгул) — тип отпуска, при котором у женщины есть возможность взять на работе отпуск, оплачиваемый или неоплачиваемый, если у неё менструация и она не может из-за этого выйти на работу. Лишь немногие страны приняли соответствующие законы, и менструальный отпуск в таких странах продолжает использоваться мало. Иногда его рассматривают как критику эффективности работы женщин или как сексизм по отношению к мужчинам. Сторонники политики предоставления менструального отпуска сравнивают его функцию с функцией отпуска по беременности и родам и рассматривают его как средство продвижения гендерного равенства.

## Предпосылки
Некоторые женщины испытывают дисменорею и ощущают во время менструации боль. До 90 % женщин не испытывают проблем, способных нарушить повседневную жизнь из-за менструации, хотя они могут сообщать о некоторых проблемах перед ней. У 20–30 % женщин симптомы мешают нормальной жизни и квалифицируются как предменструальный синдром. У 3–8 % симптомы выражены тяжело. Предменструальное дисфорическое расстройство (ПМДР) — это тяжёлая, нарушающая трудоспособность форма предменструального синдрома, поражающая 1,8-5,8 % менструирующих женщин.

### История
Законы о предоставлении менструального отпуска впервые были применены в послереволюционной России в некоторых секторах труда (например, в швейной промышленности, для представительниц артистических профессий) в январе 1922 года. Для отгула требовалась справка от врача и минимум 21 день с прошлого отгула. В январе 1926 года отдел охраны труда Наркомтруда дал право на такой отпуск (как на обычный больничный) для любых работниц. Однако из-за возникшей в результате дискриминации работниц в 1927 году они были отменены. Сколько женщин использовало своё право на отпуск, достоверно неизвестно, но в постановлении Наркомтруда было сказано, что практика не нашла широкого использования на предприятиях; тем не менее, в 1930-е годы обсуждалось, например, облегчение работы в дни менструаций для сидящих на жёстких сиденьях трактористок. В 2013 году законопроект о предоставлении менструального отпуска был внесён в Госдуму Михаилом Дегтяревым, депутатом партии ЛДПР, но инициатива была раскритикована как «несерьёзная».
Школа для девочек в южноиндийском штате Керала предоставила своим ученицам менструальный отпуск ещё в 1912 году.
В 1920-х годах японские профсоюзы начали требовать менструальный отпуск («сэйри кюка») для своих работниц. В 1947 году в Японии был принят закон о трудовых нормах, который разрешал женщинам в период менструации брать выходные на работе. Продолжаются дебаты о том, является ли это медицинской необходимостью или дискриминационной мерой.

### Противоречия
Существует предубеждение против отпуска по менструации. По мнению Левитт и Барнак-Тавларис (2020), он может укрепить стереотипы и способствовать медикализации менструации. При уходе в отпуск может возникнуть необходимость рассказать руководителям-мужчинам о том, что женщина считает личной проблемой. Это может создать впечатление, что женщины менее трудоспособны, чем мужчины, и, следовательно, может привести к дальнейшей дискриминации в отношении женщин. В качестве возможной меры по устранению стигматизации предлагается предоставление дополнительного отпуска по болезни для всех работников.
Помимо прав мужчин и опасений дискриминации женщин, обсуждается влияние отпусков на бизнес, при этом учитывается как негативное влияние из-за пропусков, так и позитивное из-за индивидуального подхода. Одним из видов возможной дискриминации женщин, к которому теоретически могут привести менструальные отгулы, называют снижение финансирования исследований дисменореи.

## По регионам

### Азия
В Индонезии, согласно Закону о труде № 13 от 2003 года, женщины имеют право на два дня менструального отпуска в месяц.
В Японии с 1947 года статья 68 Закона о трудовых нормах гласит: «Если женщина, для которой работа во время менструального периода особенно трудна, просит об отпуске, работодатель не должен нанимать такую женщину в дни менструального периода». Хотя японское законодательство требует, чтобы женщина, испытывающая особенно тяжёлую менструацию, имела право на отпуск, оно не требует от компаний предоставлять оплачиваемый отпуск или дополнительную оплату женщинам, которые решают работать во время менструации.
В Южной Корее работницы имеют право на менструальный отпуск в соответствии со статьёй 71 Закона о трудовых нормах и им гарантируется дополнительная оплата, если они не берут менструальный отпуск, на который имеют право.
На Тайване Закон о гендерном равенстве в сфере занятости предоставляет женщинам три дня менструального отпуска в год. Эти дни не засчитываются в 30 дней «обычного отпуска по болезни», что дает женщинам до 33 дней «отпуска по состоянию здоровья» в год. Если работница превышает 30 дней обычного отпуска, половинная заработная плата за дополнительные три дня не выплачивается.

### Европа
В Европе по состоянию на 2023 год менструальный отпуск на национальном уровне существовал только в Испании. С февраля 2023 года в Испании предоставляется от трёх до пяти дней оплачиваемого менструального отпуска в месяц (при наличии справки от врача). 
В 2023 году два дня оплачиваемого государством отпуска ввели на территории Сент-Уэн-сюр-Сен (без справок от врача).
Предложение итальянского парламента ввести политику предоставления менструального отпуска в 2017 году вызвало в Европе дебаты о том, как менструальное здоровье влияет на работающих женщин. Законопроект предполагал введение политики, обязывающей компании предоставлять женщинам, страдающим от сильных менструальных болей, три дня оплачиваемого отпуска; однако эта политика не была принята.

### Африка
В Замбии женщины с 2015 года имеют законное право на выходной день каждый месяц в связи с политикой менструального отпуска, известной как «День матери». Предоставление справок не требуется. Если работнице отказывают в этом праве, она может подать в суд на работодателя.

## Корпоративная политика
Компания «Coexist», представляющая интересы местного сообщества в Бристоле, ввела «политику менструального цикла», чтобы предоставить женщинам больше гибкости и создать более здоровую рабочую среду. Надеясь разрушить менструальное табу, «Coexist» стала первой компанией в Соединённом Королевстве, внедрившей такую политику. Подобные меры приняты и в других компаниях — например, в «Chani», «Zomato», «GOG».
«Nike» сообщала о поддержке менструального отпуска везде, где она осуществляет свою деятельность, но это было неверно истолковано средствами массовой информации: компания в своей работе следует местному трудовому законодательству.